# (3064) Zimmer
(3064) Zimmer ist ein Asteroid des Hauptgürtels. Er wurde am 28. Januar 1984 vom US-amerikanischen Astronomen Edward L. G. Bowell an der Anderson Mesa Station (IAU-Code 688) des Lowell-Observatoriums in Coconino County entdeckt.
Der Himmelskörper gehört zur Nysa-Gruppe, einer nach (44) Nysa benannten Gruppe von Asteroiden (auch Hertha-Familie genannt, nach (135) Hertha).
Der Himmelskörper wurde nach dem belgischen Uhrmacher Louis Zimmer benannt, der Erbauer und Stifter der monumentalen Jubiläumsuhr (1930) und des astronomischen Studios (1932) im nach ihm benannten Zimmerturm in Lier ist.